# Mezzomonreale
Mezzomonreale è la ventesima unità di primo livello di Palermo.
È situata nella zona sud-occidentale della città, al confine con il comune di Monreale; fa parte della IV Circoscrizione.

## Mobilità urbana
È connessa alla rete di trasporto pubblico locale tramite le linee bus AMAT 307, 309, 389 e la linea notturna N4.